# هاگ‌زایی
هاگ‌زایی یا اسپوروژنز انگلیسی|Sporogenesis، تولید هاگ یا اسپور در زیست‌شناسی است. این اصطلاح همچنین برای اشاره به فرایند تولیدمثل از طریق هاگ استفاده می‌شود. هاگ‌های تولیدمثلی در جانداران یوکاریوتی مانند گیاهان، جلبک‌ها و قارچ‌ها در طول چرخه زندگی تولیدمثلی طبیعی آنها تشکیل می‌شوند. هاگ‌های خفته، به عنوان مثال توسط قارچ‌ها و جلبک‌های خاص، عمدتاً در پاسخ به شرایط رشد نامطلوب تشکیل می‌شوند. بیشتر هاگ‌های یوکاریوتی هاپلوئید هستند و از طریق تقسیم سلولی تشکیل می‌شوند، اگرچه برخی از انواع دیپلوئید یا دیکاریون هستند و از طریق همجوشی سلولی تشکیل می‌شوند.
هاگ‌های تولیدمثلی معمولاً نتیجه تقسیم سلولی، که معمولاً میوز (مانند اسپوروفیت‌های گیاهی) است. میوز هاگی برای تکمیل چرخه زندگی جنسی جاندارانی که از آن استفاده می‌کنند مورد نیاز است.